# 比景県
比景県（ひけい-けん）は現在のベトナム北中部に設置された古代の行政区画。

## 概要
元鼎6年（前111年）に前漢が南越国を滅ぼすと、その旧地に南海郡・蒼梧郡・鬱林郡・合浦郡・交阯郡・九真郡・日南郡・珠厓郡・儋耳郡の9郡を設置、比景県は最南部に位置した日南郡に位置した。北は九真郡と、南は朱吾県と接していた。
隋の大業元年（605年）にチャンパ王国の国土を併呑し、その地に比景郡、海陰郡および林邑郡が設置された。比景郡の下部に比景県・朱吾県・寿泠県・西巻県の4県が設置され、郡治は比景県に置かれた。その後シャンブヴァルマンによってチャンパが再興されると、比景県もチャンパの版図に含まれた。